# 斯皮瑞達提斯
斯皮瑞達提斯（希臘語：Σπιθριδάτης；生存於前四世紀），為波斯阿契美尼德帝國大流士三世時期的呂底亞和愛奧尼亞總督。前334年亞歷山大大帝東征時，他在格拉尼庫斯河戰役中與其他波斯總督一同出戰。於戰場上，斯皮瑞達提斯在亞歷山大背後，正要舉刀往亞歷山大砍過去時，克利圖斯即時砍下斯皮瑞達提斯的手臂。西西里的狄奧多羅斯把他與大流士三世的女婿米特里達梯搞混，並記載羅薩塞斯是他的兄弟。